# Rabat-Salé-Zemmour-Zaēr
Rabat-Salé-Zemmour-Zaēr var tidligere  en region i det nordvestlige Marokko, med et indbyggertal på 2.366.494  (2. september 2004) på et areal af 10 226 km². Regionens administrative hovedby er Rabat, som også er Marokkos hovedstad.
Fra 2015 blev den en del af regionen Rabat-Salé-Kénitra.

## Administrativ inddeling
Regionen er inddelt i tre præfekturer ogen provins:
Præfekturer
- Rabat, Salé, Skhirate-Témara

Provins
- Khémisset

## Større byer
Indbyggertal ifølge folketællingen 2. september 2004.
- Salé (760.186)
- Rabat (627.932)
- Témara (225.497)
- Khémisset (105.088)
- Tiflet (69.640)
- Skhirate (43.025)

## Eksterne kilder og henvisninger
34°2′N 6°40′V / 34.033°N 6.667°V